# Operacja Badr (1985)
Operacja Badr – irańska operacja zaczepna mająca miejsce w trakcie wojny iracko-irańskiej, przeprowadzona w dniach 10–20 marca 1985 roku.
W marcu 1985 armia irańska wykonała uderzenie w kierunku bagien Horvezy, gdzie Irakijczycy nie dysponowali bronią pancerną. Podstawą wyjściową do przeprowadzenia operacji były wyspy Majnoon zajęte w wyniku operacji Chajbar (Kheibar) w roku 1984. Iran rozmieścił swoje wojska w rejonie miast Al-Qurna, Al-Kut i Al-Nasiriya. Celem operacji Badr było rozbicie głównych sił irackich i odcięcie Basry od reszty kraju. Miał się tym zająć Korpus Strażników Rewolucji Islamskiej (dywizje piechoty Aszura, Ali Ibn Abi Talib oraz Wali Asr), a także brygady pospolitego ruszenia (Basidsch-e Mostaz'afin) – łącznie 53 000 ludzi. 
3 marca 1985 przeciwnicy przeprowadzali ataki lotnicze oraz ostrzał artyleryjski w strefie przyfrontowej. Nocą 10 na 11 marca Irańczycy szczególnie mocno ostrzeliwali stanowiska irackie na przedmieściach Basry. Dobę później – w nocy 11 marca rozpoczął się atak irański przez słabo bronione bagna. Drugiego dnia walk atakujący wdarli się 13 km w głąb obrony irackiej, a 14 marca dotarli do rzeki Tygrys, gdzie przetransportowano piechotę. W odpowiedzi, dnia 15 marca Irakijczycy rozpoczęli ataki lotnicze na zgrupowanie wroga niszcząc m.in. most pontonowy. Do dnia 18 marca zlikwidowano przyczółki irańskie i wyparto przeciwnika na bagna Horvezy. W pościgu za wycofującym się wrogiem, Irackie lotnictwo użyło iperytu zadając znaczne straty Strażnikom Rewolucji. Natarcie Irańskiego Zgrupowania Południowego mające na celu zdobycie Basry zakończyło się klęską. Straty irańskie podczas operacji badr wyniosły 25 000–30 000 zabitych i rannych. Irakijczycy utracili 12 000 żołnierzy oraz 45 czołgów. 